# Rk 95 Tp
Az Rk 95 Tp egy finn gyártmányú gépkarabély, melyet a finn haderő használ. Kereskedelmileg használt típusjelzése M95.

## Szerkezet és kialakítás
Az Rk 95 Tp-t eredetileg az RK 62-es szolgálati gépkarabély leváltására tervezte a SAKO fegyvergyártó cég, 1988 - 1990. között. A fegyver az RK 62-esen alapul, de az eredeti fegyver koncepciójához képest a tűzváltókar fogantyúját a fegyvertest bal oldalán helyezték el, a kakas elsütőbillentyűjét pedig egy fémdarabbal borították be. Az Rk 95 Tp-t behajtható válltámasszal látták el, és képessé tették a fegyvert puskagránát kilövésére.
Az Rk 95-ös működési elve a Kalasnyikov-gépkarabélyok működési elvén alapul, gázelvezetéses, forgózáras kialakítású. A fegyver - akárcsak elődtípusa - a 7,62 × 39 mm-es köztes lőszert használja, a lőszerellátást a 30 db lőszert befogadó szekrénytár biztosítja, a tárak polimerből készülnek. Az Rk 95 tárjai felcserélhetőek az AK–47 és AKM tárjaival is. A fegyver hagyományosan nyílt, acélból készült irányzékkal rendelkezik, de optikai irányzékkal is felszerelhető. A gépkarabélyra adott esetben villaállványt vagy egy 40 mm-es gránátvetőt is fel lehet szerelni.

## Változatok
A fegyver standard változata mellett kifejlesztettek egy félautomata típust (civil használatra), melyet M92S típusjelzéssel láttak el. A gépkarabélynak egy kereskedelmi célokra gyártott vairánsa is van, mely a kisebb 5,56×45 mm NATO lőszer kilövésére alkalmas.